# Félix López-Rey
Bonifacio Félix López-Rey Gómez (Polán, Toledo, 19 de junio de 1948) es un activista vecinal y político español, activo en Madrid, concejal en el Ayuntamiento de Madrid desde 2019 del grupo municipal Más Madrid. Anteriormente fue concejal del grupo municipal de Izquierda Unida entre 1987 y 1999.

## Biografía

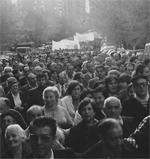
«Guerra del Pan» (1976)

Nacido el 19 de junio de 1948 en Polán (provincia de Toledo).
Residente en el madrileño barrio de Orcasitas desde 1956, fue fundador en la década de 1970 de la Asociación de Vecinos de Orcasitas, uno de los movimientos ciudadanos más enérgicos desde el tardofranquismo. Vendedor de lotería de profesión, también fue fundador de la Federación Regional de Asociaciones de Vecinos de Madrid (FRAVM), y participó en 1976 en la llamada «Guerra del Pan», una manifestación vecinal en la capital contra el fraude en el peso de las barras de pan.
Militante del Partido Comunista de España (PCE), se presentó como candidato de Izquierda Unida (IU) para las elecciones municipales de 1987 en Madrid en el tercer lugar de la lista. Elegido concejal para la corporación 1987-1991, renovó el cargo después de las elecciones municipales de 1991 y 1995. También fue candidato de IU en las elecciones al Senado de 1993 por Madrid.
Participó en las primarias de Ahora Madrid de 2015 dentro de la candidatura encabezada por Mauricio Valiente. Crítico con la gestión de la concejala Rommy Arce al frente de la Junta Municipal del Distrito de Usera, en 2019 mostró su apoyo a Manuela Carmena y Más Madrid.
Incluido como candidato en el número 15 de la lista de Más Madrid de cara a las elecciones municipales de 2019 en Madrid, resultó elegido y retornó como concejal al consistorio de la capital española.

## Obras seleccionadas
- 2021 Orcasitas: memorias vinculantes de un barrio en colaboración con el periodista Javier Leralta.[8]